# Asia Argento
Asia Argento, właśc. Aria Maria Vittoria Rossa Argento (ur. 20 września 1975 w Rzymie) – włoska aktorka filmowa i telewizyjna, a także reżyserka, scenarzystka i producentka. Jest laureatką wielu krajowych i zagranicznych nagród filmowych, m.in. dwóch nagród David di Donatello, będących włoskim odpowiednikiem Oscarów. Oprócz działalności filmowej zajmuje się również rysowaniem, malowaniem, pisaniem i śpiewaniem, a ponadto tworzeniem w różny sposób teledysków.

## Wczesne lata

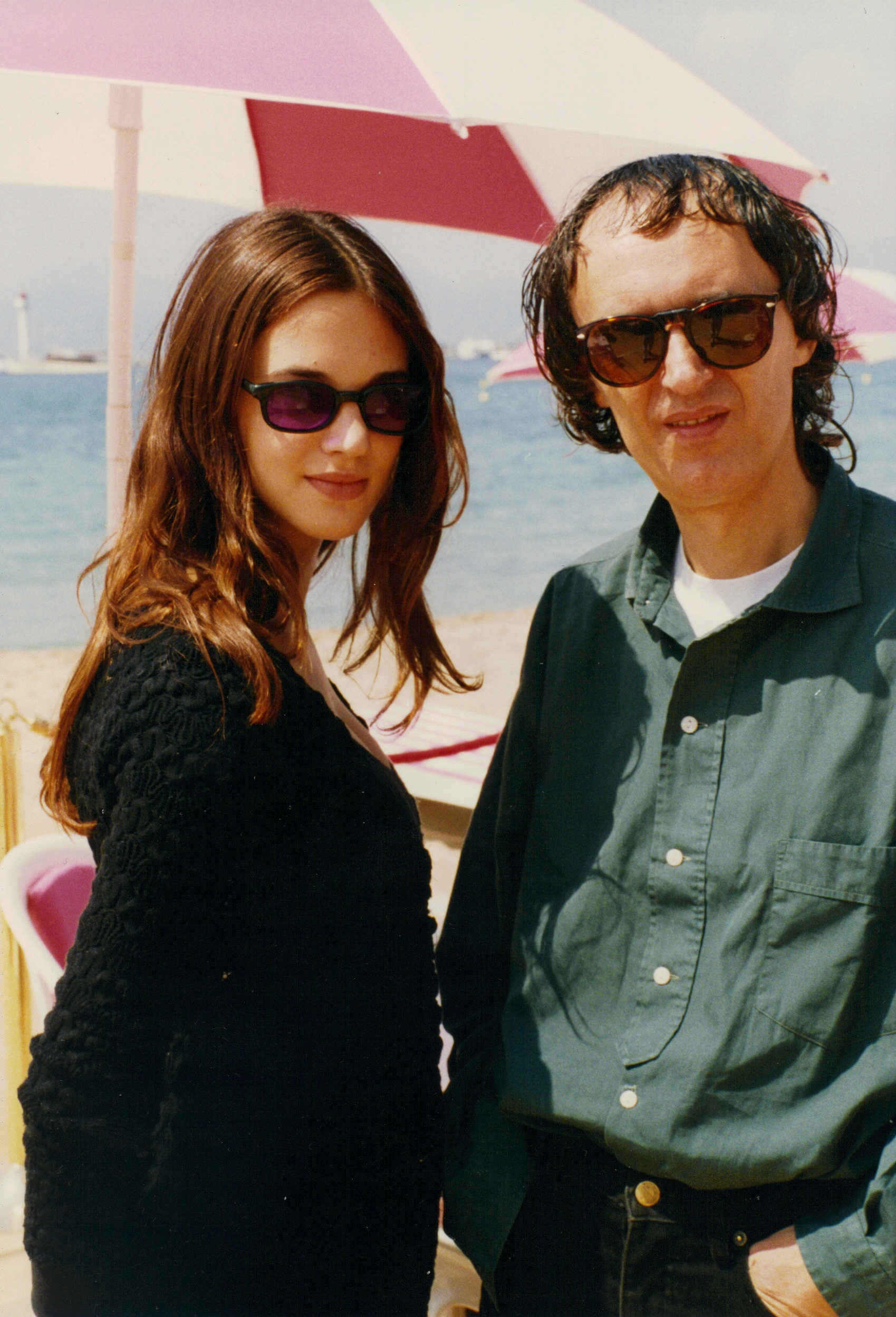
Asia Argento i Dario Argento podczas 46. MFF w Cannes (1993).

Asia Argento urodziła się 20 września 1975 roku w Rzymie. Jej rodzicami są reżyser Dario Argento oraz aktorka i scenarzystka Daria Nicolodi. Jest wnuczką producenta Salvatore Argento i pochodzącej z Brazylii fotografki Eldy Luxardo, a także prawnuczką kompozytora Alfreda Caselli. Ma starszą przyrodnią siostrę Fiore Argento, będącą dzieckiem Daria Argento i jego pierwszej żony Marisy Casale. Jej przyrodnią siostrą była także Anna Ceroli, córka Darii Nicolodi i rzeźbiarza Maria Ceroliego, która zginęła w wypadku skutera w 1994 roku.
Rodzice dali jej na pierwsze imię „Asia” (wymawia się ['azja]), jednak jego zarejestrowania odmówił urząd stanu cywilnego, w związku z czym zostało ono zamienione na „Aria”, z którego rejestracją nie było problemu. Mimo to aktorka zawsze posługiwała się wersją „Asia”.

Oboje rodzice Asii specjalizowali się w tworzeniu kina grozy. Ojciec był odpowiedzialny za nakręcenie jednych z najczarniejszych i najkrwawszych filmów tego gatunku, tj. m.in. Odgłosy, Głęboka czerwień czy Ciemności, z kolei matka w wielu z nich grała postacie, które spotykał tragiczny los. Sama Asia po latach tak to wspominała: 

Mój ojciec kręcił horrory, a moja matka zawsze była w nich zabijana – ale moje dzieciństwo nie było tak ekstremalne, jak moglibyście myśleć.

Gdy była dzieckiem, ojciec czytał jej do snu scenariusze swoich filmów, zaś gdy miała 6. urodziny, otrzymała „prezent” w postaci możliwości obejrzenia filmu Duch. Jako nastolatka goliła głowę i nosiła chłopięce ubrania, zaś o swoim wyglądzie fizycznym wyrażała przekonanie, że „nie jest lepszy od tego, jaki miał jeden z trupów w filmach ojca”. Między 14. a 17. rokiem życia zrobiła sobie większość z obecnie posiadanych tatuaży (jednym z nich jest imię zmarłej przyrodniej siostry Anny). Z powodu cechującej ją wtedy introwersji zaczytywała się w książkach, co stanowiło sposób na zrekompensowanie braku przyjaciół – w szczególności lubiła dzieła Fiodora Dostojewskiego i Charles’a Baudelaire’a. W kręgu jej młodzieńczych zainteresowań były także filmy Romana Polańskiego.

## Kariera filmowa
W 1985 roku, jako dziewięciolatka Asia Argento zaliczyła filmowy debiut grając w miniserialu Sogni e bisogni, wyreżyserowanym przez Sergia Cittiego. W następnym roku pojawiła się w horrorze Demony 2, do którego scenariusz napisał jej ojciec. W 1988 roku zagrała główną rolę Martiny w reżyserskim debiucie Cristiny Comencini, zatytułowanym Zoo. Argento za występ w tym filmie dostała nagrodę Ciak, będącą włoskim odpowiednikiem Złotego Globa. Rok później Argento wystąpiła w filmie Czerwony lobik, w którym wcieliła się w córkę bohatera granego przez Nanniego Morettiego, będącego również reżyserem tego filmu, a także w horrorze Kościół wyreżyserowanym przez Michele Soaviego.
W 1992 roku Asia Argento zagrała uznawaną za przełom w jej karierze rolę napastowanej seksualnie córki w filmie Przyjaciółki od serca Michele Placido. Rola ta pozwoliła jej zerwać z wizerunkiem zbuntowanej nastolatki i zacząć grywać postaci bardziej niejednoznaczne i skomplikowane. Film Przyjaciółki od serca był pokazywany na 45. MFF w Cannes i został na nim dobrze przyjęty. Rok później po raz pierwszy zagrała rolę w filmie wyreżyserowanym przez ojca – była to produkcja Uraz, w której wcieliła się w anorektyczkę szukającą zabójców swoich rodziców. W 1994 roku Argento zagrała rolę baronowej Charlotte z Sauve we francuskim filmie Królowa Margot w reżyserii Patrice’a Chéreau, dzięki czemu zaistniała w świadomości szerszej publiczności. W tym samym roku po raz pierwszy stanęła również po drugiej stronie kamery, reżyserując szósty z dziesięciu epizodów filmu De Generazione, zatytułowany Prospettive. W filmie De Generazione Argento zagrała ponadto jedną z ról, a także była jednym ze współtwórców jego scenariusza.

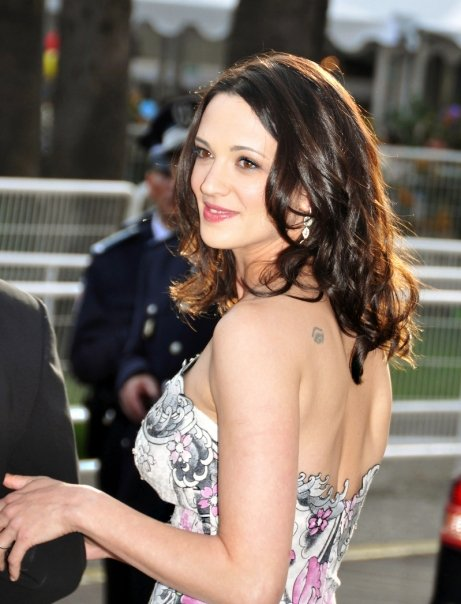
Argento podczas 62. MFF w Cannes (2009).

W wieku dwudziestu jeden lat Asia Argento miała już na koncie role w czternastu filmach. W latach 90. XX wieku dwukrotnie została uhonorowana nagrodami David di Donatello (włoski odpowiednik Oscarów) dla najlepszej aktorki – po raz pierwszy w 1994 roku za rolę niepełnosprawnej fizycznie dziewczyny w filmie Perdiamoci di vista! Carla Verdone, zaś po raz drugi w 1997 roku za występ w wyreżyserowanej rok wcześniej przez Petera Del Montego produkcji Towarzyszka podróży, w której wcieliła się w zbuntowaną nastolatkę, która wyrusza w podróż z emerytowanym nauczycielem akademickim. Rola w Towarzyszce podróży przyniosła jej również nagrodę Grolla d’oro. W 1996 roku oprócz występu w filmie Petera Del Montego Asia Argento zagrała ponadto drugi raz w filmie wyreżyserowanym przez ojca – była to produkcja Syndrom Stendhala, w której zagrała cierpiącą na tytułową przypadłość policjantkę, ścigającą seryjnego mordercę. W 1998 roku Argento po raz trzeci wystąpiła w produkcji ojca – zagrała Christine Daaé w filmie Upiór w operze, będącym krwawą adaptacją oryginalnej historii stworzonej przez Gastona Leroux, a także po raz pierwszy podjęła pracę z matką, grając z nią w filmie Viola i chłopaki. Wystąpiła ponadto w swoich pierwszych w karierze anglojęzycznych filmach: Hotel New Rose Abla Ferrary i Inna Beatrycze Michaela Radforda. Reżyser filmu Hotel New Rose stał się tematem nakręconego także w 1998 roku przez Asię Argento filmu dokumentalnego Abel/Asia, za który dostała nagrodę na Festiwalu Filmowym w Rzymie.

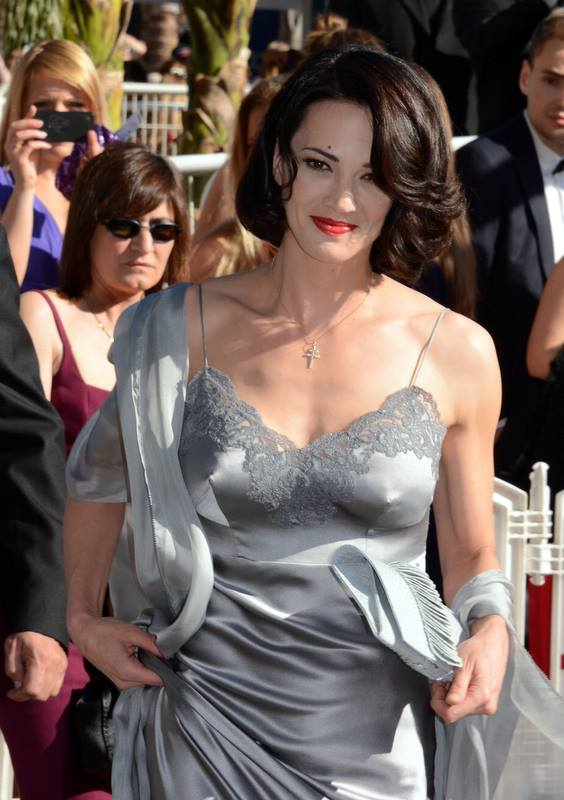
Argento podczas 66. MFF w Cannes (2013).

W 2000 roku Argento zagrała w pierwszym włoskim filmie cyfrowym, autobiograficznej, wyróżnionej nagrodą na Williamsburg Film Festival w Nowym Jorku produkcji zatytułowanej Scarlet Diva, którą ponadto wyreżyserowała i do której napisała scenariusz, a także w miniserialu Nędznicy, w którym grali również Gérard Depardieu i John Malkovich. W 2002 roku wystąpiła w wyreżyserowanym przez Roba Cohena filmie xXx, w którym wcieliła się w Jelenę, tajemniczą dziewczynę terrorysty Yorgiego (grany przez Martona Csokasa), którego na zlecenie NSA stara się powstrzymać Xander Cage (w tej roli Vin Diesel). Film ten sprawił, że Asia Argento stała się znana w Stanach Zjednoczonych i zaczęła być postrzegana jako seksbomba oraz „przyszła królowa kina akcji”, jednak aktorka nie chciała mieć takiego wizerunku, w związku z czym w późniejszych czasach odrzuciła wiele propozycji zagrania w filmach podobnych do xXx.
W następnych latach Asia Argento zagrała jeszcze w kilku amerykańskich filmach, m.in. w nakręconej w 2005 roku przez Gusa Van Santa produkcji luźno opartej na biografii Kurta Cobaina, zatytułowanej Ostatnie dni oraz w horrorze Ziemia żywych trupów. Następnie zagrała rolę Madame du Barry w filmie Maria Antonina, wyreżyserowanym przez Sofię Coppolę i Zingariny w filmie Transylwania. W 2007 roku, po niemal dziesięciu latach przerwy, ponownie wystąpiła w filmie ojca, grając główną rolę w horrorze Matka łez. W tym samym roku zagrała u boku Willema Dafoe i Boba Hoskinsa w filmie Abla Ferrary, zatytułowanym Go Go Tales. Kontynuowała też występy w produkcjach francuskich, grając w takich filmach, jak: thrillery Przejście i Wydział 13, dramat O wojnie czy film kostiumowy w reżyserii Catherine Breillat, zatytułowany Stara kochanka. W 2009 roku weszła w skład jury konkursu głównego na 62. MFF w Cannes. W 2012 roku Argento po raz kolejny zagrała u ojca. W udziale przypadła jej rola Lucy Kisslinger w filmie Dracula 3D, który jednak nie spotkał się z ciepłym przyjęciem ze strony fanów. Dwa lata później zagrała u boku Gabriela Garko w serialu Boski Valentino.

## Inna działalność
W 1983 roku, mając osiem lat, Asia Argento opublikowała książkę z wierszami. W 1999 roku wydała powieść I Love You Kirk, którą sama określiła jako „pół-autobiograficzną opowieść o niemożliwej miłości”. Współcześnie pisze krótkie opowiadania, które pojawiają się w wielu czasopismach, tj. m.in. Dynamo, L’Espresso, Sette i Village. Jak sama mówi, opowiadania te pomagają jej „płacić czynsz”.
Argento zajmuje się również rysowaniem i malowaniem, a ponadto śpiewaniem – ma własny zespół muzyczny RYLZ. Podejmuje się także reżyserowania i produkowania teledysków oraz występowania w nich i pisania do nich scenariuszy. Jest odpowiedzialna m.in. za wyreżyserowanie teledysku do wydanego w 2004 roku singla „(s)AINT” zespołu Marilyn Manson i zagranie w teledysku do „This Picture”, opublikowanego w 2003 roku singla zespołu Placebo.
W 2008 roku Asia Argento wzięła udział w dubbingowaniu włoskiej wersji gry komputerowej Mirror's Edge, wcielając się w jej główną bohaterkę, Faith.
W 2013 roku wydała solowy album studyjny Total Entropy, zawierający muzykę elektroniczną i hip-hopową.

## Życie prywatne

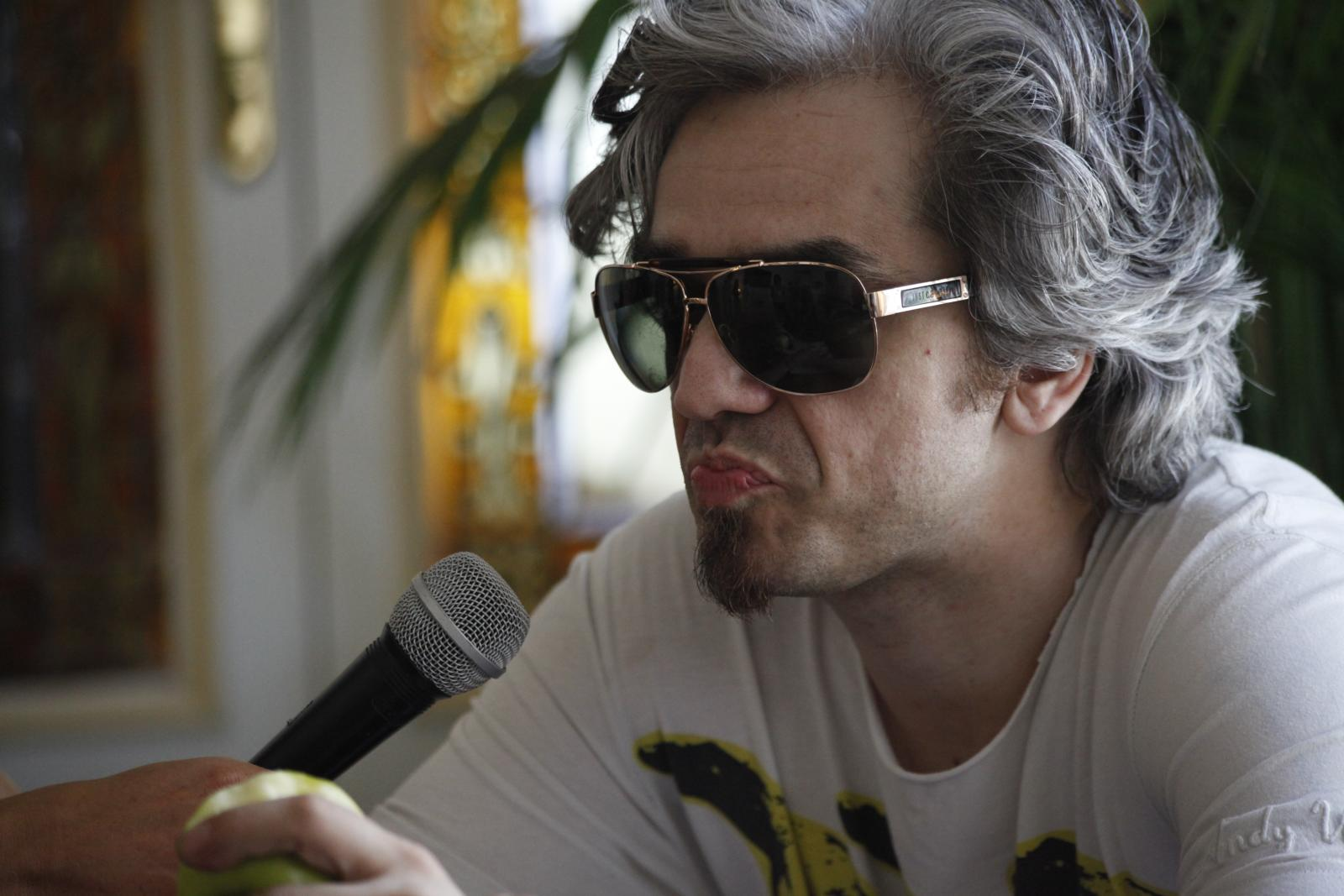
Marco „Morgan” Castoldi, ojciec córki Asii Argento, w 2010 roku

W 2001 roku Asia Argento urodziła córkę Annę Lou, której ojcem jest Marco „Morgan” Castoldi, muzyk włoskiego zespołu Bluvertigo. Imię córki aktorki jest hołdem dla jej tragicznie zmarłej przyrodniej siostry.
27 sierpnia 2008 roku w Arezzo wzięła ślub z reżyserem Michele Civettą, z którym doczekała się urodzonego niedługo później syna Nicoli Giovanniego. W 2013 roku Argento rozwiodła się z mężem.
W lutym 2017 roku włoskie media poinformowały o romansie Asii Argento oraz amerykańskiego kucharza i celebryty Anthony’ego Bourdaina. Argento i Bourdain mieli się spotykać w Rzymie podczas nagrywania w tym mieście jednego z odcinków prowadzonego przez Bourdaina programu Anthony Bourdain: Parts Unknown, przy którego powstawaniu Argento brała udział. W maju 2017 roku zarówno Argento, jak i Bourdain oficjalnie potwierdzili związek na swoich profilach w serwisie społecznościowym Instagram. Związek przerwała samobójcza śmierć Bourdaina 8 czerwca 2018 roku.

### Oskarżenia wobec Harveya Weinsteina o napastowanie seksualne
10 października 2017 roku w amerykańskim tygodniku The New Yorker ukazał się obszerny artykuł autorstwa Ronana Farrowa, zawierający relacje siedmiu kobiet o napastowaniu i atakach seksualnych, jakich miał się względem nich dopuszczać producent filmowy Harvey Weinstein. Jedną z tych kobiet była Asia Argento, która twierdziła, że w 1997 roku jeden z producentów pracujących dla Weinsteina zaprosił ją na, jak jej się wydawało, imprezę organizowaną przez firmę Miramax w Hôtel du Cap-Eden-Roc na Lazurowym Wybrzeżu. Gdy przybyła na miejsce, pracownik Weinsteina zaprowadził ją do znajdującego się w górnej części hotelu pokoju, w którym nie odbywała się żadna impreza, i do którego niedługo później wszedł Weinstein. Gdy Argento została w pokoju z Weinsteinem sam na sam, ten początkowo okazywał zatroskanie i chwalił jej pracę. Po krótkim czasie wyszedł, a następnie wrócił ubrany w szlafrok i zaczął prosić Argento o masaż. Gdy ta niechętnie zgodziła się na masaż, Weinstein miał zacząć uprawiać z Argento seks oralny pomimo jej wielokrotnych próśb o przestanie. Jak relacjonowała później Argento, po zdarzeniu w hotelu Weinstein podjął starania o nawiązanie z nią bliższej znajomości (m.in. zaprosił ją na obiad i przedstawił swojej matce), którym aktorka nie potrafiła się przeciwstawić i w ciągu następnych pięciu lat miała z Weinsteinem wiele kontaktów seksualnych, opisywanych przez nią jako „jednostronne” i „onanistyczne”. W artykule Ronana Farrowa Argento potwierdziła także, że przedstawiona w wyreżyserowanym przez nią filmie Scarlet Diva historia Anny (postaci granej przez Argento) osaczanej przez producenta, który w pewnym momencie w pokoju hotelowym prosi ją o masaż i próbuje zaatakować jest odniesieniem do zachowania Weinsteina. Niedługo później Asia Argento stała się częścią ruchu Me Too i zaczęła być postrzegana przez niektóre media jako jego „wiodąca postać” oraz „przywódczyni”. Przeprowadziła się także z Włoch do Niemiec w reakcji na krytyczne głosy we włoskiej prasie i polityce na temat tego, co powiedziała w artykule opublikowanym w The New Yorkerze.

W kwietniu 2018 roku Asia Argento wygłosiła na Uniwersytecie Harvarda przemówienie, w którym zarzuciła Ronanowi Farrowowi „przekręcenie” i „uproszczenie” jej historii, co spowodowało, że niektórzy w jej ojczyźnie zaczęli pytać, czy mogła być współwinna temu, co zaszło między nią, a Harveyem Weinsteinem. Swoje odczucia względem artykułu Farrowa wyraziła następująco: 

Upraszczając wszystko w swoim artykule Ronan Farrow wyrządził ogromną szkodę mnie i mojej prawdzie. Te słowa, zebrane razem, są jak naszyjnik zagłady dla mojego życia, jak koraliki śmierci.

Argento dodała także, że po opublikowaniu artykułu grożono jej śmiercią, co wpędziło ją w trwającą wiele miesięcy depresję.
20 maja 2018 roku, podczas gali kończącej 71. Międzynarodowy Festiwal Filmowy w Cannes, Asia Argento wygłosiła przemówienie, w którym stwierdziła, że w 1997 roku, na 50. edycji festiwalu została zgwałcona przez Harveya Weinsteina, zaś sam festiwal nazwała „miejscem polowań” Weinsteina. Dodała także, że wśród ludzi siedzących na widowni podczas gali „są tacy, którzy nadal muszą zostać pociągnięci do odpowiedzialności za swoje postępowanie wobec kobiet, za zachowanie nienależące do tej i każdej innej branży lub miejsca pracy”. Zarzuty Argento względem Weinsteina odparła reprezentująca go na terenie Włoch, obecna podczas przemówienia aktorki prawniczka Filomena Cusano, która nazwała je „całkowicie fałszywymi”.

### Oskarżenia ze strony Jimmyʼego Bennetta o napastowanie seksualne
19 sierpnia 2018 roku gazeta The New York Times ujawniła treść dokumentów dotyczących sprawy toczącej się między prawnikami Asii Argento, a prawnikami aktora i muzyka Jimmy’ego Bennetta. Dokumenty te zostały wysłane do redakcji gazety jako zaszyfrowana wiadomość w poczcie elektronicznej przez niezidentyfikowanego nadawcę. Zgodnie z ich treścią Jimmy Bennett w listopadzie 2017 roku zamierzał pozwać Asię Argento o odszkodowanie w wysokości 3,5 miliona dolarów za problemy natury psychicznej i finansowej, jakich doświadczył wskutek ataku seksualnego ze strony aktorki, do którego miało dojść dwa miesiące po 17. urodzinach Bennetta (Argento miała wówczas 37 lat). Jak wynika z opisu zdarzenia 9 maja 2013 roku Bennett przyjechał na umówione wcześniej spotkanie z Argento do położonego w Marina del Rey hotelu Ritz-Carlton. Czekająca na Bennetta w jednym z pokoi hotelowych aktorka miała podać mu napój alkoholowy, pocałować, pchnąć na łóżko, a następnie rozebrać i najpierw uprawiać z nim seks oralny, a potem klasyczny stosunek płciowy. Po wszystkim poprosiła Bennetta o zrobienie kilku zdjęć, z których jedno będące ich wspólnym selfie Argento opublikowała później na swoim profilu na Instagramie (trzy z tych zdjęć były dołączone do dokumentów przesłanych The New York Timesowi). Następnie oboje zjedli lunch, po czym Bennett pojechał do położonego w hrabstwie Orange w Kalifornii domu, w którym mieszkał z rodzicami.
Jimmy Bennett znał się z Asią Argento od czasu, jak mając 7 lat zagrał syna prostytutki granej przez aktorkę w filmie z 2004 roku, zatytułowanym The Heart Is Deceitful Above All Things, który Argento ponadto wyreżyserowała i do którego pomagała pisać scenariusz. W udzielanych w późniejszych latach wywiadach oraz wpisach zamieszczanych w mediach społecznościowych oboje nazywali siebie wzajemnie „matką” i „synem”.
Bennett wysunął swoje żądania względem Argento w reakcji na opublikowany miesiąc wcześniej w The New Yorkerze artykuł Ronana Farrowa, w którym Argento jako jedna z siedmiu kobiet oskarżyła Harveya Weinsteina o napastowanie seksualne. Jak napisał jeden z prawników Bennetta w zawiadomieniu o zamiarze pozwania: „Jego uczucia dotyczące tamtego dnia zostały wysunięte na pierwszy plan, kiedy pani Argento znalazła się w centrum uwagi jako jedna z wielu ofiar Harveya Weinsteina”.
Odpowiadając na żądania Bennetta Argento zgodziła się po cichu zawrzeć z nim umowę, w której zobowiązała się do zapłacenia mu 380 tysięcy dolarów w ciągu półtora roku, zaczynając od wstępnej płatności wynoszącej 200 tysięcy dolarów (została dokonana w kwietniu 2018 roku), jednak w oświadczeniu przekazanym brytyjskiej gazecie The Guardian, która dokonała jego publikacji 21 sierpnia 2018 roku zaprzeczyła oskarżeniom Bennetta, twierdząc, że „nigdy nie miała żadnych kontaktów seksualnych z nim”, a także, że ją i Bennetta „łączyła tylko przyjaźń”. Dodała ponadto, że zapłatę dla Bennetta zrealizował jej ówczesny partner życiowy Anthony Bourdain, który wyszedł z założenia, że żądania finansowe aktora są motywowane wyłącznie jego problemami ekonomicznymi i który zdecydował, że udzieli mu „pomocy finansowej” żeby uniknąć „negatywnego rozgłosu”.
W reakcji na wcześniejsze zaprzeczenia Asii Argento, jakoby miała mieć kontakty seksualne z Jimmym Bennettem 22 sierpnia 2018 roku internetowy tabloid TMZ opublikował wspólne selfie Argento i Bennetta zrobione w hotelu Ritz-Carlton w Marina del Rey 9 maja 2013 roku, co do którego nie było jednak jasności, czy jest ono tym samym, które wraz z dokumentami uzyskał wcześniej The New York Times. Selfie przedstawiało Argento i Bennetta leżących obok siebie na jednej poduszce, bez górnej części ubrania i zgodnie z informacjami pozyskanymi przez TMZ z własnych źródeł zostało zrobione przez Bennetta po seksie z Argento. TMZ opublikował ponadto dokonaną 20 sierpnia 2018 roku na jednym z komunikatorów internetowych wymianę wpisów między Argento, a jej przyjaciółką. Z wymiany tej wynika, że Argento miała kontakty seksualne z Bennettem, do czego przyznaje się w taki sposób: „Uprawiałam z nim seks, to było dziwne. Nie wiedziałam, że był niepełnoletni przed wysłaniem listu z wymuszeniem pieniędzy”.

Także 22 sierpnia 2018 roku The New York Times opublikował pierwsze publiczne oświadczenie Jimmy’ego Bennetta w sprawie zdarzenia z udziałem Asii Argento. Aktor wyjaśnił w nim, że był zbyt „przestraszony i zawstydzony”, aby zabrać głos krótko po zdarzeniu. Wyjaśnił ponadto jak zamierzał rozwiązać sprawę: 

Próbowałem szukać sprawiedliwości w sposób, który miał wówczas dla mnie sens, ponieważ nie byłem gotowy, aby uporać się z konsekwencjami upublicznienia mojej historii. W tamtym czasie byłem przekonany, że znalezienie się w takiej sytuacji jako mężczyzna oznacza stygmatyzację w społeczeństwie. Nie sądziłem, że ludzie będą w stanie spojrzeć na to wydarzenie z perspektywy nastoletniego chłopca.

We wrześniu 2018 roku adwokat Asii Argento w długim liście opublikowanym na swojej stronie internetowej przyznał, że jego klientka miała kontakt seksualny z Jimmym Bennettem, jednak jednocześnie stwierdził, że została ona „zaatakowana seksualnie” przez Bennetta. Dodał także, że przed śmiercią Anthony Bourdain zdołał zapłacić Bennettowi 250 tysięcy dolarów z uzgodnionych 380 tysięcy i że Asia Argento nie zgodzi się na zapłacenie mu reszty tej sumy.
W następstwie oskarżeń Jimmy’ego Bennetta, w sierpniu 2018 roku Asia Argento została zwolniona z funkcji jurora włoskiej edycji programu The X Factor.

## Filmografia
Na podstawie.

### Filmy kinowe/wideo

#### Występy aktorskie
- Demony 2 (Dèmoni 2... L'incubo ritorna; 1986) jako Ingrid Haller
- Zoo (1988) jako Martina
- Czerwony lobik (Palombella rossa; 1989) jako Valentina
- Kościół (La chiesa; 1989) jako Lotte
- Przyjaciółki od serca (Le amiche del cuore; 1992) jako Simona
- Uraz (Trauma; 1993) jako Aura Petrescu
- Condannato a nozze (1993) jako Olivia
- Perdiamoci di vista! (1994) jako Arianna
- Królowa Margot (La Reine Margot; 1994) jako Charlotte z Savue
- De Generazione (1994) jako Lorna
- Syndrom Stendhala (La sindrome di Stendhal; 1996) jako detektyw Anna Manni
- Niebo coraz bardziej błękitne (Il cielo è sempre più blu; 1996) jako Kuzynka
- Towarzyszka podróży (Compagna di viaggio; 1996) jako Cora
- Viola i chłopaki (Viola bacia tutti; 1998) jako Viola
- Hotel New Rose (New Rose Hotel; 1998) jako Sandii
- Inna Beatrycze (B. Monkey; 1998) jako Beatrice
- Upiór w operze (Il fantasma dell’Opera; 1998) jako Christine Daaé
- Abel/Asia (1998) jako ona sama
- Scarlet Diva (2000) jako Anna Battista
- Les Morsures de l’aube (2001) jako Violaine Charlier
- La Sirène rouge (2002) jako Anita
- xXx (2002) jako Jelena
- Ginostra (2002) jako zakonnica
- Starring (2003)
- The Heart Is Deceitful Above All Things (2004) jako Sarah
- The Keeper (2004) jako Gina
- Ostatnie dni (Last Days; 2005) jako Asia
- Cindy: The Doll Is Mine (2005) jako Cindy Sherman/Modelka
- Ziemia żywych trupów (Land of the Dead; 2005) jako Slack
- Live Freaky! Die Freaky! (2006) jako Habagail Folger (głos)
- Maria Antonina (Marie Antoinette; 2006) jako Hrabina Du Barry
- Transylwania (Transylvania; 2006) jako Zingarina
- Friendly Fire (2006) jako Grand Dame
- Donna di Cuori (2006) jako Anna
- Przejście (Boarding Gate; 2007) jako Sandra
- Go Go Tales (2007) jako Monroe
- Stara kochanka (Une vieille maîtresse; 2007) jako Vellini
- Matka łez (La terza madre; 2007) jako Sarah Mandy
- O wojnie (De la guerre; 2008) jako Uma
- Wydział 13 (Diamant 13; 2009) jako Calhoune
- Cavalli (2011) jako Matka
- Isole (2011) jako Martina
- Baciato dalla fortuna (2011) jako Betty
- Gli sfiorati (2011) jako Beatrice Plana
- Dracula 3D (2012) jako Lucy Kisslinger
- Do Not Disturb (2012) jako Monica
- Firmeza (2012) jako Asia
- The Voice Thief (2013) jako Naya
- Cadences obstinées (2013) jako Margo
- Regular Boy (2013) jako Stacey
- Shongram (2014) jako Sarah
- The Executrix (2017) jako Isidora
- Shadow (2017)
- Alien Crystal Palace (2018) jako Sybille Atlante

#### Reżyseria
- Epizod Prospettive filmu De Generazione (1994)
- A ritroso (1994)
- Abel/Asia (1998)
- Scarlet Diva (2000)
- La scomparsa (2000)
- Loredasia (2000)
- The Heart Is Deceitful Above All Things (2004)
- Delfinasia (2007)
- Jeden z segmentów filmu 42 One Dream Rush (2009)
- Firmeza (2012)
- Dziewczynka z kotem (Incompresa; 2014)
- Era di Marzo (2017)

#### Scenariusz
- De Generazione (1994)
- A ritroso (1994)
- Scarlet Diva (2000)
- Loredasia (2000)
- The Heart Is Deceitful Above All Things (2004)
- Delfinasia (2007)
- Firmeza (2012)
- Dziewczynka z kotem (Incompresa; 2014)
- Era di Marzo (2017)

#### Produkcja
- La scomparsa (2000)
- Loredasia (2000)

### Występy aktorskie w produkcjach telewizyjnych

#### Miniseriale
- Sogni e bisogni (1985) jako Gloria (w odcinku Il ritorno di Guerriero)
- Nędznicy (Les Misérables; 2000) jako Éponine Thénardier (we wszystkich czterech odcinkach)
- Sangue caldo (2011) jako Anna Rossi (w pierwszym i drugim odcinku)
- Boski Valentino (Rodolfo Valentino – La leggenda; 2014) jako Natasza Rambowa (w drugim odcinku)

#### Seriale
- Turno di notte (1987) rola epizodyczna (w odcinku Giallo Natale)
- Mafiosa (2014) jako Charly (w drugim, trzecim, czwartym, piątym, siódmym i ósmym odcinku piątego sezonu)

#### Filmy
- Milady (2004) jako Sally La Chèvre

### Teledyski

#### Występy aktorskie
- „La tua lingua sul mio cuore”, RYLZ (1999)
- „L’assenzio (The Power of Nothing)”, Bluvertigo (2001)
- „This Picture”, Placebo (2003)
- „(s)AINT”, Marilyn Manson (2004)
- „Io ballo da sola”, Loredana Bertè (2005)
- „Notti senza luna”, Loredana Bertè (2005)
- „Mercedes Benz”, Loredana Bertè (2005)
- „Dead Meat”, Sean Lennon (2006)
- „Ancora qui”, Renato Zero (2009)
- „Life Ain’t Enough For You”, The Legendary Lightness (2009)
- „Ours”, Tim Burgess (2013)
- „La vie est belle”, Indochine (2017)

#### Reżyseria
- „La tua lingua sul mio cuore”, RYLZ (1999)
- „L’assenzio (The Power of Nothing)”, Bluvertigo (2001)
- „(s)AINT”, Marilyn Manson (2004)
- „Io ballo da sola”, Loredana Bertè (2005)
- „Notti senza luna”, Loredana Bertè (2005)
- „Mercedes Benz”, Loredana Bertè (2005)
- „Mad Truth”, The Pop Group (2015)
- „La vie est belle”, Indochine (2017)

#### Scenariusz
- „La tua lingua sul mio cuore”, RYLZ (1999)
- „L’assenzio (The Power of Nothing)”, Bluvertigo (2001)
- „Phoenix”, ASAP Rocky

#### Produkcja
- „Ours”, Tim Burgess (2013)

## Dyskografia
Na podstawie.

### Albumy studyjne
- Total Entropy (2013)

### Albumy z gościnnym udziałem
- Positions (2002)

### Utwory z gościnnym udziałem
- „Je t'aime, moi non plus” (z Brianem Molko w ramach projektu Trash Palace; 2002)

### Teledyski
- „Sexodrome” (z Morganem; 2013)

### Teledyski z gościnnym udziałem
- „Live Fast! Die Old!”, Munk (2008)
- „Life Ain’t Enough For You”, The Legendary Lightness (2009)
- „Ours”, Tim Burgess (2013)

## Nagrody i wyróżnienia filmowe
| Wydarzenie                                  | Nagroda                            | Rok  | Nominowany film                         | Kategoria                       | Wynik     | Źródło                                           |
| ------------------------------------------- | ---------------------------------- | ---- | --------------------------------------- | ------------------------------- | --------- | ------------------------------------------------ |
| Festiwal Filmowy w Cannes                   | C.I.C.A.E.                         | 2004 | The Heart Is Deceitful Above All Things | —                               | Nominacja | [ 40 ] [ 46 ] [ 47 ] [ 48 ] [ 49 ] [ 50 ] [ 51 ] |
| Festiwal Filmowy w Cannes                   | Un Certain Regard                  | 2014 | Dziewczynka z kotem                     | —                               | Nominacja | [ 40 ] [ 46 ] [ 47 ] [ 48 ] [ 49 ] [ 50 ] [ 51 ] |
| Capri Hollywood International Film Festival | Capri Arts Award                   | 2009 | Wydział 13                              | —                               | Wygrana   | [ 40 ] [ 46 ] [ 47 ] [ 48 ] [ 49 ] [ 50 ] [ 51 ] |
| —                                           | David di Donatello                 | 1994 | Perdiamoci di vista!                    | Najlepsza aktorka               | Wygrana   | [ 40 ] [ 46 ] [ 47 ] [ 48 ] [ 49 ] [ 50 ] [ 51 ] |
| —                                           | David di Donatello                 | 1997 | Towarzyszka podróży                     | Najlepsza aktorka               | Wygrana   | [ 40 ] [ 46 ] [ 47 ] [ 48 ] [ 49 ] [ 50 ] [ 51 ] |
| —                                           | Fangoria Chainsaw Award            | 2000 | Syndrom Stendhala                       | Najlepsza aktorka               | Nominacja | [ 40 ] [ 46 ] [ 47 ] [ 48 ] [ 49 ] [ 50 ] [ 51 ] |
| Fantasporto                                 | International Fantasy Film Award   | 1995 | De Generazione                          | Najlepszy film                  | Nominacja | [ 40 ] [ 46 ] [ 47 ] [ 48 ] [ 49 ] [ 50 ] [ 51 ] |
| Flaiano International Prizes                | Złoty Pegaz                        | 1994 | Perdiamoci di vista!                    | Najlepsza aktorka               | Wygrana   | [ 40 ] [ 46 ] [ 47 ] [ 48 ] [ 49 ] [ 50 ] [ 51 ] |
| Giffoni Film Festival                       | Brązowy Gryf                       | 1988 | Zoo                                     | Najlepsza aktorka               | Wygrana   | [ 40 ] [ 46 ] [ 47 ] [ 48 ] [ 49 ] [ 50 ] [ 51 ] |
| —                                           | Ciak d’oro                         | 1994 | Perdiamoci di vista!                    | Najlepsza aktorka               | Wygrana   | [ 40 ] [ 46 ] [ 47 ] [ 48 ] [ 49 ] [ 50 ] [ 51 ] |
| —                                           | Ciak d’oro                         | 1996 | Syndrom Stendhala                       | Najlepsza aktorka               | Wygrana   | [ 40 ] [ 46 ] [ 47 ] [ 48 ] [ 49 ] [ 50 ] [ 51 ] |
| —                                           | Globo d’oro                        | 1989 | Zoo                                     | Najlepsza aktorka               | Wygrana   | [ 40 ] [ 46 ] [ 47 ] [ 48 ] [ 49 ] [ 50 ] [ 51 ] |
| —                                           | Globo d’oro                        | 1996 | Towarzyszka podróży                     | Najlepsza aktorka               | Nominacja | [ 40 ] [ 46 ] [ 47 ] [ 48 ] [ 49 ] [ 50 ] [ 51 ] |
| —                                           | Globo d’oro                        | 2012 | Isole                                   | Najlepsza aktorka               | Wygrana   | [ 40 ] [ 46 ] [ 47 ] [ 48 ] [ 49 ] [ 50 ] [ 51 ] |
| —                                           | Globo d’oro europeo                | 2007 | —                                       | —                               | Wygrana   | [ 40 ] [ 46 ] [ 47 ] [ 48 ] [ 49 ] [ 50 ] [ 51 ] |
| —                                           | Grolla d’oro                       | 1996 | Towarzyszka podróży                     | Najlepsza aktorka               | Wygrana   | [ 40 ] [ 46 ] [ 47 ] [ 48 ] [ 49 ] [ 50 ] [ 51 ] |
| Filmfest Hamburg                            | Art Cinema Award                   | 2014 | Dziewczynka z kotem                     | —                               | Nominacja | [ 40 ] [ 46 ] [ 47 ] [ 48 ] [ 49 ] [ 50 ] [ 51 ] |
| IndieWire Critics Poll                      | ICP Award                          | 2008 | Przejście, Matka łez, Stara kochanka    | Najlepsze główne przedstawienie | Nominacja | [ 40 ] [ 46 ] [ 47 ] [ 48 ] [ 49 ] [ 50 ] [ 51 ] |
| —                                           | Nastro d’argento                   | 1993 | Przyjaciółki od serca                   | Najlepsza aktorka               | Nominacja | [ 40 ] [ 46 ] [ 47 ] [ 48 ] [ 49 ] [ 50 ] [ 51 ] |
| —                                           | Nastro d’argento                   | 1994 | Condannato a nozze                      | Najlepsza aktorka drugoplanowa  | Nominacja | [ 40 ] [ 46 ] [ 47 ] [ 48 ] [ 49 ] [ 50 ] [ 51 ] |
| —                                           | Nastro d’argento                   | 1995 | Perdiamoci di vista!                    | Najlepsza aktorka               | Nominacja | [ 40 ] [ 46 ] [ 47 ] [ 48 ] [ 49 ] [ 50 ] [ 51 ] |
| —                                           | Nastro d’argento                   | 1997 | Towarzyszka podróży                     | Najlepsza aktorka               | Nominacja | [ 40 ] [ 46 ] [ 47 ] [ 48 ] [ 49 ] [ 50 ] [ 51 ] |
| —                                           | Nastro d’argento                   | 2006 | The Heart Is Deceitful Above All Things | Najlepsza aktorka               | Nominacja | [ 40 ] [ 46 ] [ 47 ] [ 48 ] [ 49 ] [ 50 ] [ 51 ] |
| —                                           | Nastro d’argento                   | 2014 | Dziewczynka z kotem                     | Najlepszy scenariusz            | Nominacja | [ 40 ] [ 46 ] [ 47 ] [ 48 ] [ 49 ] [ 50 ] [ 51 ] |
| —                                           | Los Angeles Italian Film Award     | 2003 | —                                       | Gra aktorska                    | Wygrana   | [ 40 ] [ 46 ] [ 47 ] [ 48 ] [ 49 ] [ 50 ] [ 51 ] |
| Melbourne Underground Film Festival         | Nagroda dla najlepszej aktorki     | 2003 | Scarlet Diva                            | —                               | Wygrana   | [ 40 ] [ 46 ] [ 47 ] [ 48 ] [ 49 ] [ 50 ] [ 51 ] |
| Mystfest                                    | Nagroda dla najlepszego filmu      | 1994 | De Generazione                          | —                               | Nominacja | [ 40 ] [ 46 ] [ 47 ] [ 48 ] [ 49 ] [ 50 ] [ 51 ] |
| Mystfest                                    | Nagroda publiczności               | 1994 | De Generazione                          | —                               | Wygrana   | [ 40 ] [ 46 ] [ 47 ] [ 48 ] [ 49 ] [ 50 ] [ 51 ] |
| Internationales Filmfest Oldenburg          | German Independence Honorary Award | 1999 | —                                       | —                               | Wygrana   | [ 40 ] [ 46 ] [ 47 ] [ 48 ] [ 49 ] [ 50 ] [ 51 ] |
| —                                           | Scream Award                       | 2006 | Ziemia żywych trupów                    | Scream Queen                    | Nominacja | [ 40 ] [ 46 ] [ 47 ] [ 48 ] [ 49 ] [ 50 ] [ 51 ] |
| Brooklyn Film Festival                      | Certificate of Excellence          | 2001 | Scarlet Diva                            | Najlepszy nowy reżyser          | Wygrana   | [ 40 ] [ 46 ] [ 47 ] [ 48 ] [ 49 ] [ 50 ] [ 51 ] |